# Youbi, le petit pingouin
Pour plus de détails, voir Fiche technique et Distribution.
Youbi, le petit pingouin - également intitulé Les Aventures de Youbi le pingouin - ou Le Caillou et le Pingouin au Québec (The Pebble and the Penguin) est un film d'animation américano-irlandais réalisé par Don Bluth et Gary Goldman, sorti en 1995.
Il raconte les aventures de Youbi, abusivement qualifié de « pingouin » dans la traduction française puisqu'il vit en Antarctique, il s'agit donc d'un manchot.

## Synopsis
En Antarctique, chaque manchot doit offrir à sa dulcinée, le jour de la « fête de l'amour », le plus joli caillou possible. Si celle-ci accepte le présent, les deux manchots pourront vivre ensemble, heureux. Youbi, un timide au grand cœur, a découvert une très jolie pierre précieuse verte, qu'il pense offrir à celle qu'il aime, Marina. Malheureusement, le méchant Drake, un manchot costaud et violent, est lui aussi amoureux de la belle. Il décide de l'enlever et de la forcer à oublier Youbi. Marina attendra Youbi, qui, pour la retrouver, affrontera les hommes, des tempêtes, des orques… Mais il ne sera pas seul : durant son périple, il fera connaissance d'un manchot nommé Rocko, qui rêve de voler. Rocko aidera donc Youbi à être plus sûr de lui, à surmonter ses peurs… et à retrouver Marina.

## Fiche technique
- Titre original : The Pebble and the Penguin
- Titre français : Youbi, le petit pingouin ou Les Aventures de Youbi le pingouin
- Titre québécois : Le Caillou et le Pingouin
- Réalisation : Don Bluth et Gary Goldman (non crédités)
- Scénario : Rachel Koretsky et Steve Whitestone
- Musique : Mark Watters
- Production : Don Bluth, Gary Goldman et Russell Boland
- Sociétés de production : Metro-Goldwyn-Mayer (MGM) et Don Bluth Ireland
- Pays d'origine :  États-Unis et  Irlande
- Langue originale : anglais
- Format : couleur
- Genre : aventure, animation
- Date de sortie :
  - États-Unis : 12 avril 1995
  - France : 22 octobre 1996 (directement en VHS) ; 21 juin 2000 (au cinéma)
- Durée : 74 minutes

## Distribution
Note : Dû à la grève des comédiens de doublage débutée en 1994, seul un doublage québécois a été réalisé pour ce film.
| Personnage                | Voix originale | Voix québécoise                                             |
| ------------------------- | --- | ----------------------------------------------------------- |
| Youbi, le Manchot Adélie  | Martin Short | Sébastien Dhavernas                                         |
| Marina, la Manchot Adélie | Annie Golden | Aline Pinsonneault                                          |
| Rocko, le Manchot Gorfou  | James Belushi | Guy Nadon                                                   |
| Drake, le Manchot Adélie  | Tim Curry | Benoît Rousseau                                             |
| La Narratrice             | Shani Wallis | Françoise Faucher                                           |
| Timmy                     | Kendall Cunningham | Kim Jalabert                                                |
| Petra                     | Alissa King | Christine Bellier                                           |
| Beany                     | Michael Nunes | Johanne Garneau                                             |
| Chœurs                    | Jon Joyce Kevin Bassinson Susan Boyd Randy Crenshaw Yvonne Williams Bob Joyce Sally Stevens Joe Pizzulo Steve Lively B. J. Ward Kevin Dorsey Stevie Vallance Andrea Robinson Maggie Roswell Will Ryan Hamilton Camp | Violette Chauveau Stéphanie Martin José Paradis Alain Zouvi |

 Source et légende : version québécoise (VQ) sur Doublage.qc.ca

## Chansons du film
- Maintenant Pour Toujours (Now and Forever) - Marina & Chœurs
- Parfois (Sometimes I Wonder) - Youbi
- Bienvenue (The Good Ship Misery) ou Au Bord Du Misery au Québec - Pingouins du Misery
- C'est Une Blagues (Don't Make Me Laugh) ou Quelle Plaisanterie au Québec - Drake
- Parfois (Sometimes I Wonder) (Reprise) - Marina
- Deux Amis (Looks Like I Got Me A Friend) ou À Nous Deux au Québec - Youbi & Rocko
- Maintenant Pour Toujours (Now and Forever) (Finale) - Chœurs
- Now and Forever (Générique de fin) - Soliste (Barry Manilow & Sheena Easton en VO)